# Báthori István (erdélyi vajda, 1430–1493)
Ecsedi  Báthori István (1430–1493) erőszakosságáról és a hatalom utáni vágyáról híres főnemes, kiváló hadvezér. A Várnánál elesett Báthori István korábbi országbíró és Butkai Borbála hat fia közül az egyik. Báthori Erzsébet ükapja.

## Élete
1458-tól asztalnokmester, 1471-től 1493-ig országbíró. Részt vett a kenyérmezei ütközetben, ahol Kinizsi Pállal együtt győzelmet aratott. Több hadjáratot vezetett a törökök és Moldva ellen. 1479-től 1493-ig erdélyi vajda.
Mátyás halála után II. Ulászló szolgálatába áll. Kinizsi Pállal együtt az egyetlen ütőképes sereg vezére. Báthori és Kinizsi Pál temesi ispán főkapitány egyesült serege 1479. október 13-án ütközött meg Kenyérmezőnél az Isza bég vezette portyázó oszmánokkal, akik előtte végigfosztogatták Erdély déli részét. A győztes csata után Kinizsi úgy járta a győzelmi táncát, hogy a foga közt és két karjában is, egy-egy török hadifoglyot tartott. 1490. július 4-én szétverte Corvin János hadait Csontmezőnél (Kölesd), és visszafoglalta Miksa osztrák uralkodótól Fehérvárat.
1491-ben részt vett a pozsonyi béketárgyalásokon az Ulászló-párti magyar küldöttség tagjaként, akik a Miksa-párti német küldöttséggel békét kötöttek 1491. november 7-re dátumozva. Az aláírásra valószínűleg november 23-án került sor, ekkor helyette unokaöccse, Báthori György írta alá a német példányt, mivel a vajda a magyar arisztokrácia azon utolsó nemzedékéhez tartozott, aki még nem tudott írni. Hasonló okok miatt Ország László lovászmester és Rozgonyi László kamarásmester helyett Bakócz Tamás kancellár írt alá.
Az Erdélyben véghezvitt zsarnokságai miatt a székelyek lázadozni kezdtek. 1493-ban Ulászló Bakócz Tamás közbenjárásával lemondatta. Bukását nehezen viselte és hamarosan meghalt.

## Utóélete
A Kenyérmezőnél szerzett kincsekből Nyírbátorban ferences zárdát alapított, melynek templomában temették el. Itt fennmaradt szépen faragott szarkofágja és reneszánsz lófejpajzsos címere. A nyírbátori múzeum az ő nevét viseli.

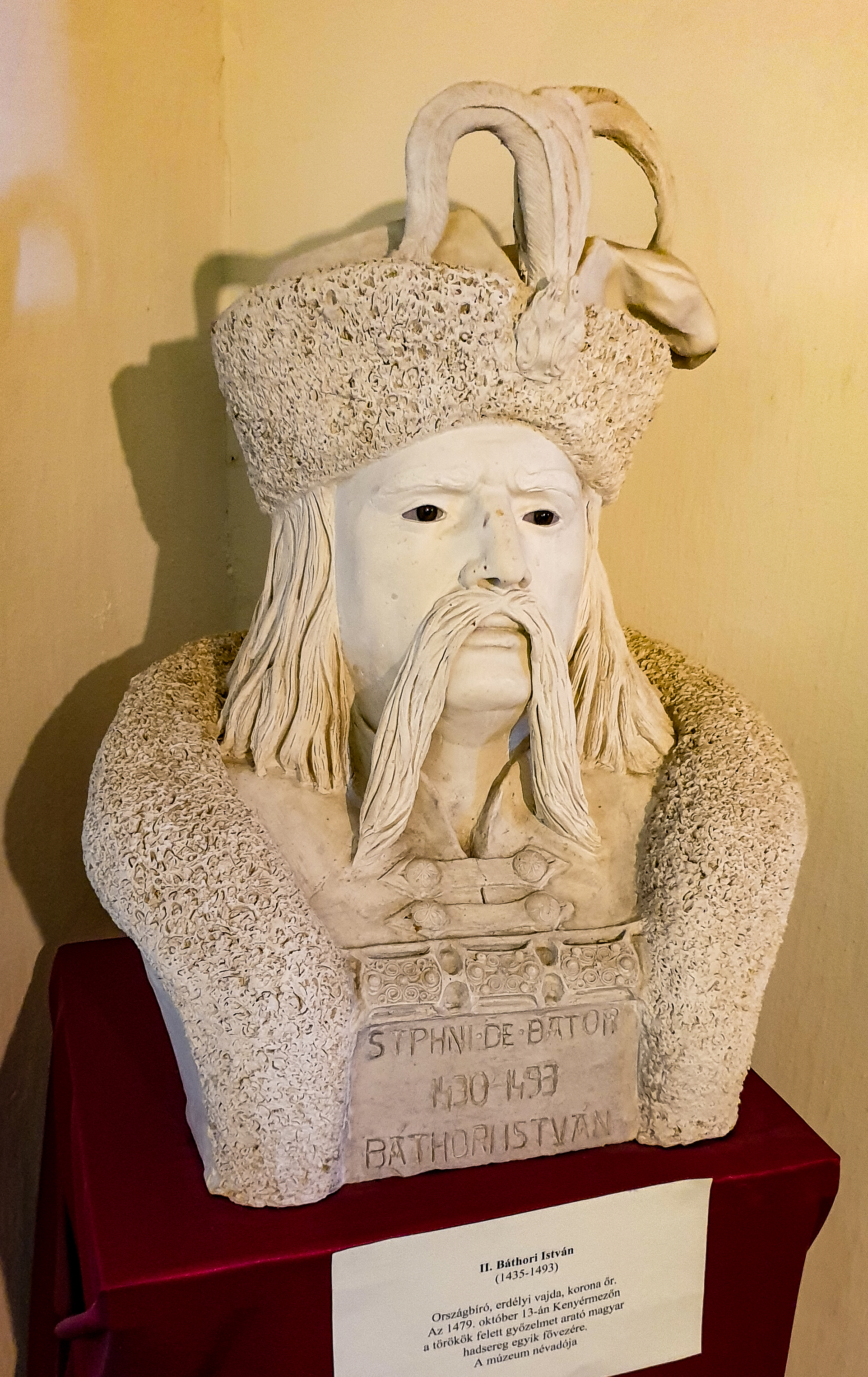
Mellszobra a nyírbátori múzeumban
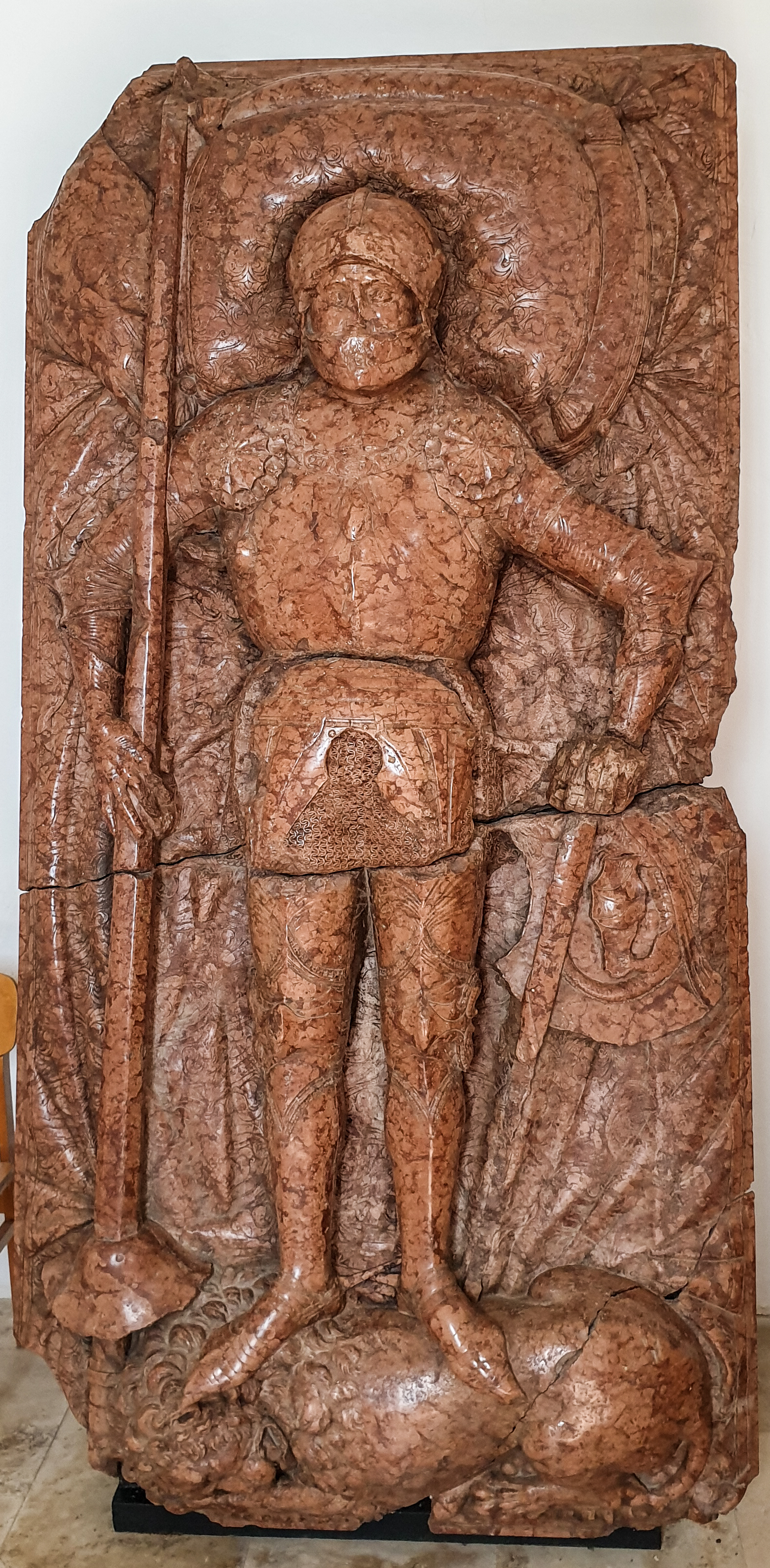
Márvány sírköve a nyírbátori református templomban
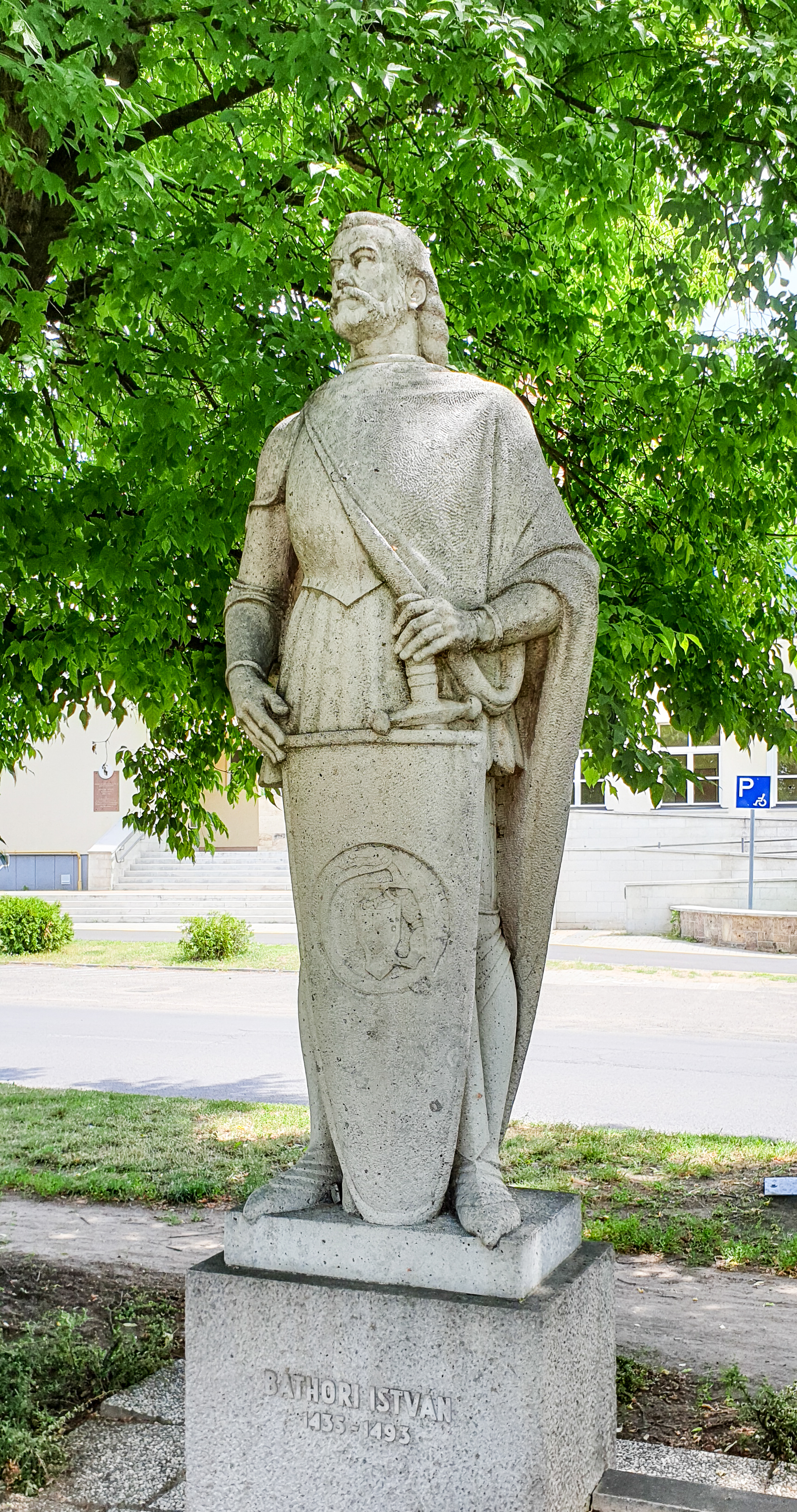
Szobra Nyírbátorban. Ispánki József szobrászművész alkotása, 1969.